# Castel Gandolfo
Castel Gandolfo är en ort och kommun i storstadsregionen Rom, före år 2015 provinsen Rom, i regionen Lazio i Italien. Staden ligger vid Albanosjön i Albanobergen. Kommunen hade 8 955 invånare (2018) och gränsar till kommunerna Albano Laziale, Grottaferrata, Marino, Rocca di Papa och Rom. Här finns påvens sommarbostad.
En av stadens sevärdheter är barockkyrkan San Tommaso da Villanova, ritad av Giovanni Lorenzo Bernini.
Castel Gandolfo är en av de sexton städerna i området Castelli Romani. Beroende på vilken definition av enklav/exklav som väljs, kan andra områden i och kring Rom, såsom Castel Gandolfo, eventuellt i sin tur räknas som exklaver till Vatikanstaten.

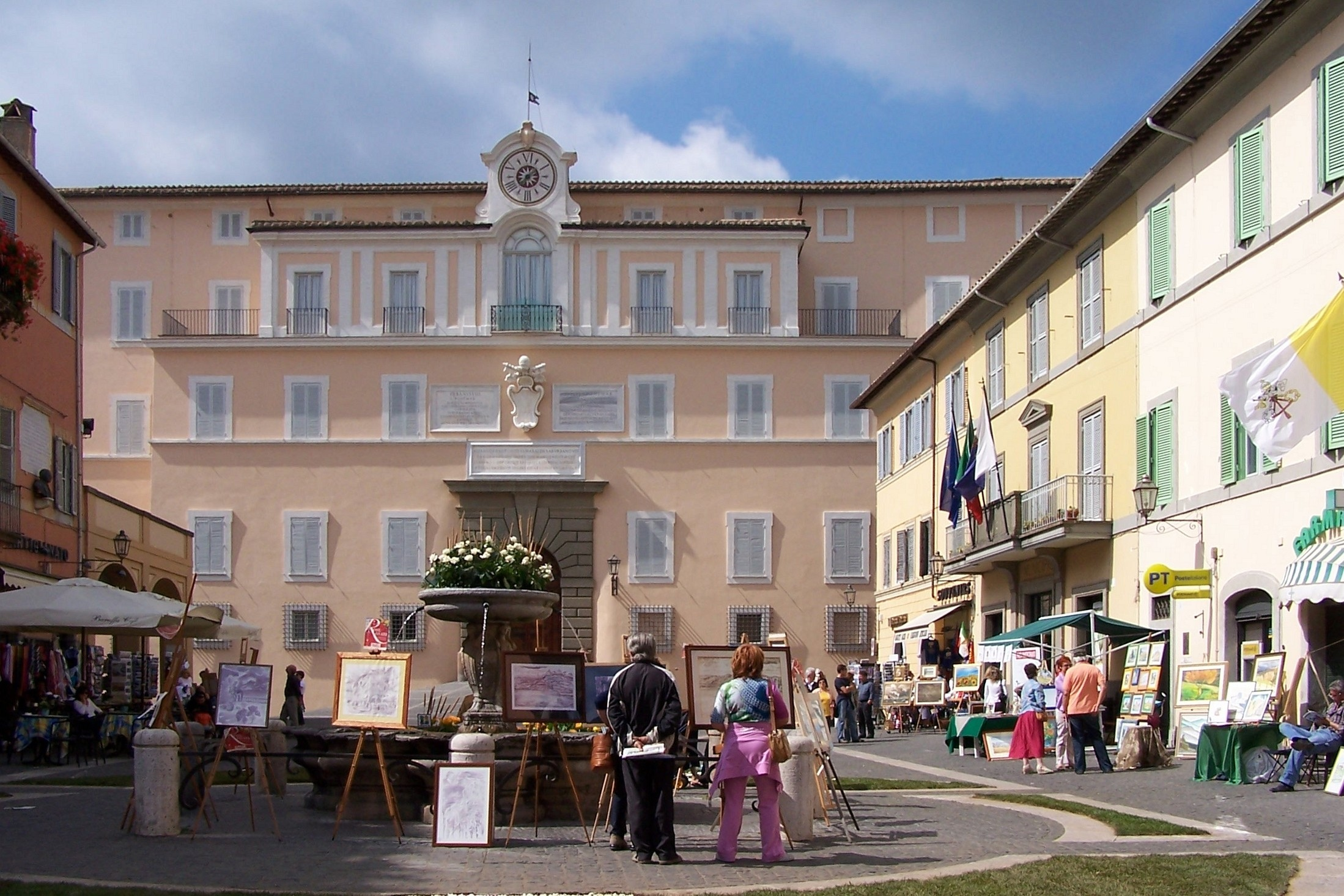
Palazzo Pontificio, påvens sommarresidens.
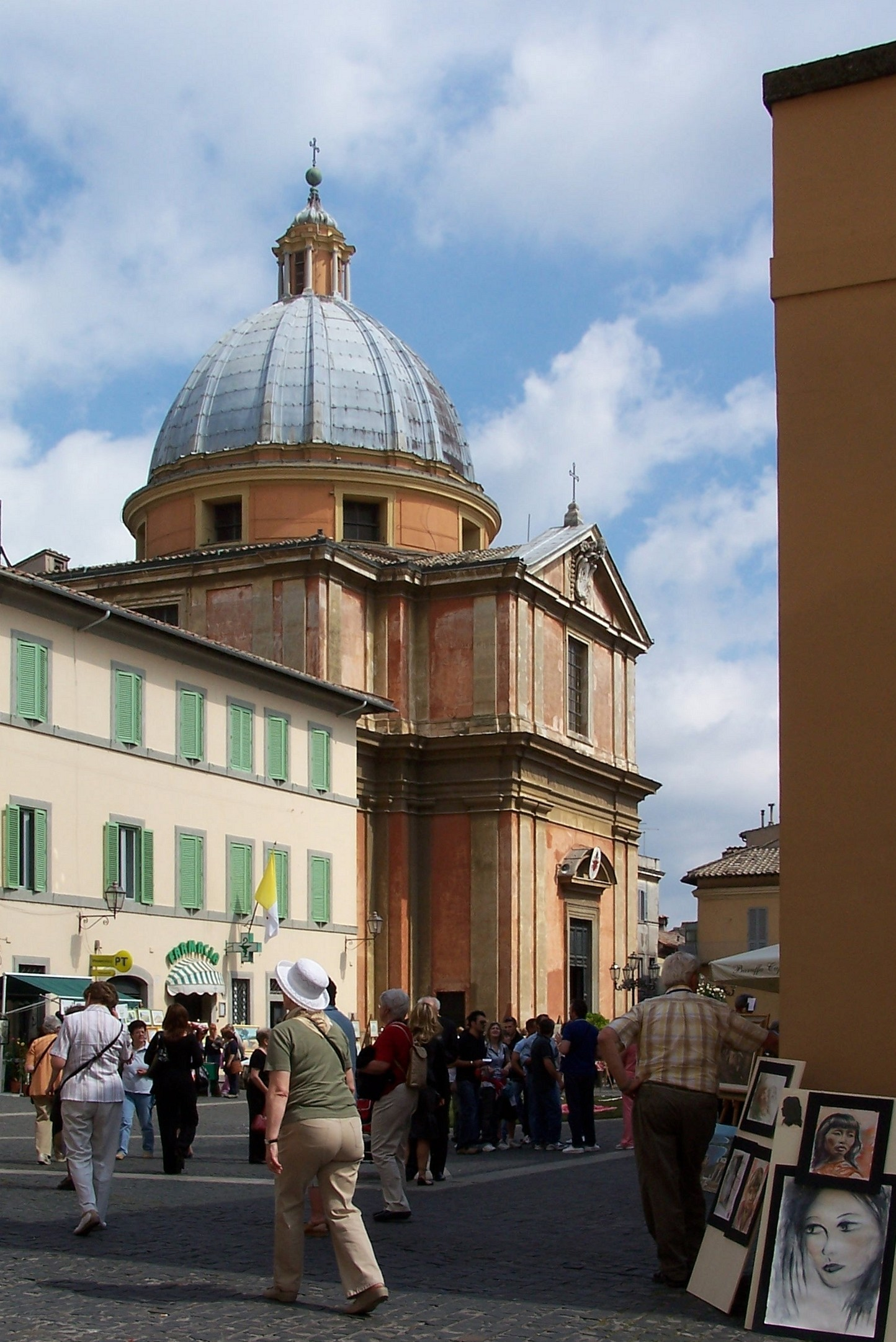
Kyrkan San Tommaso da Villanova.
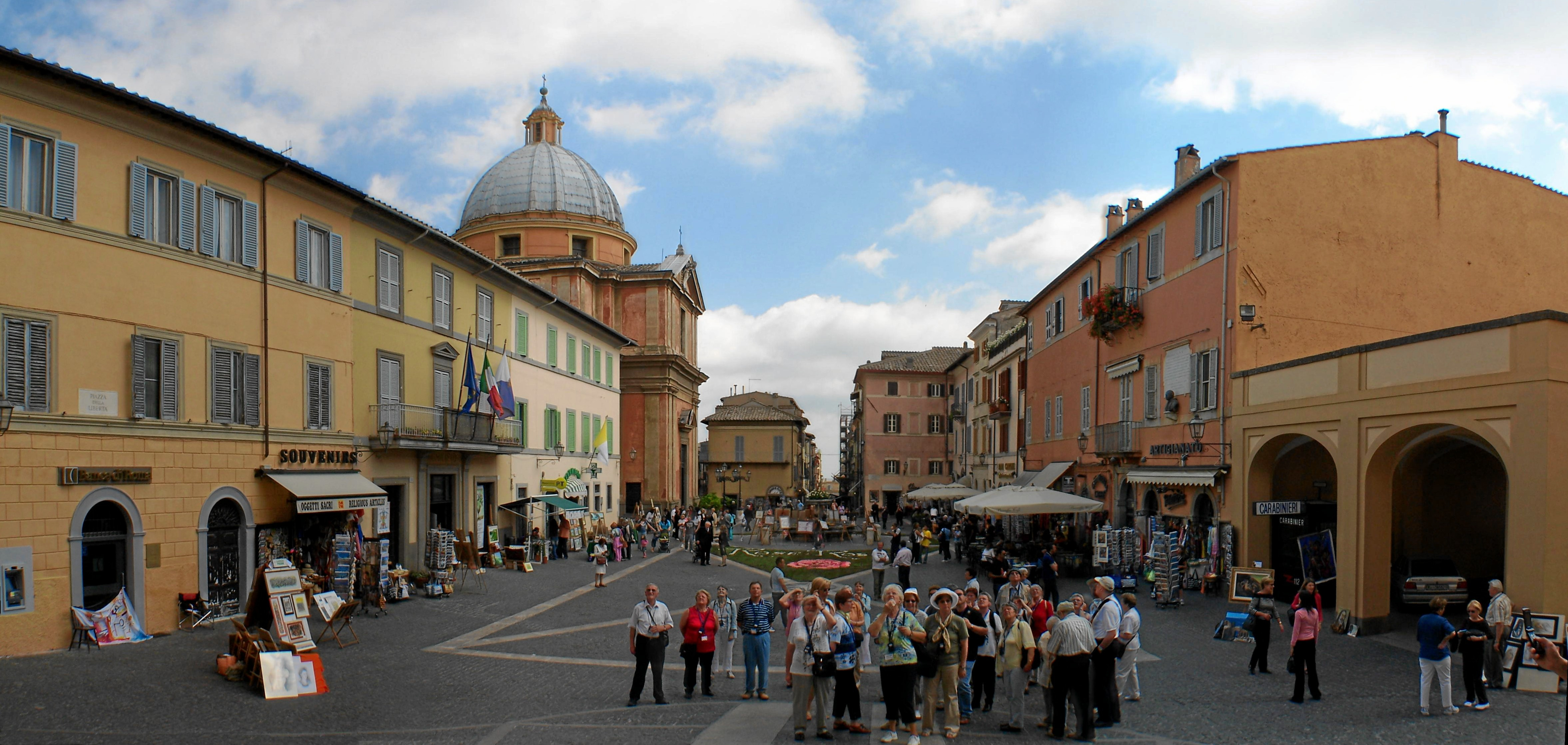
Piazza della Libertà.
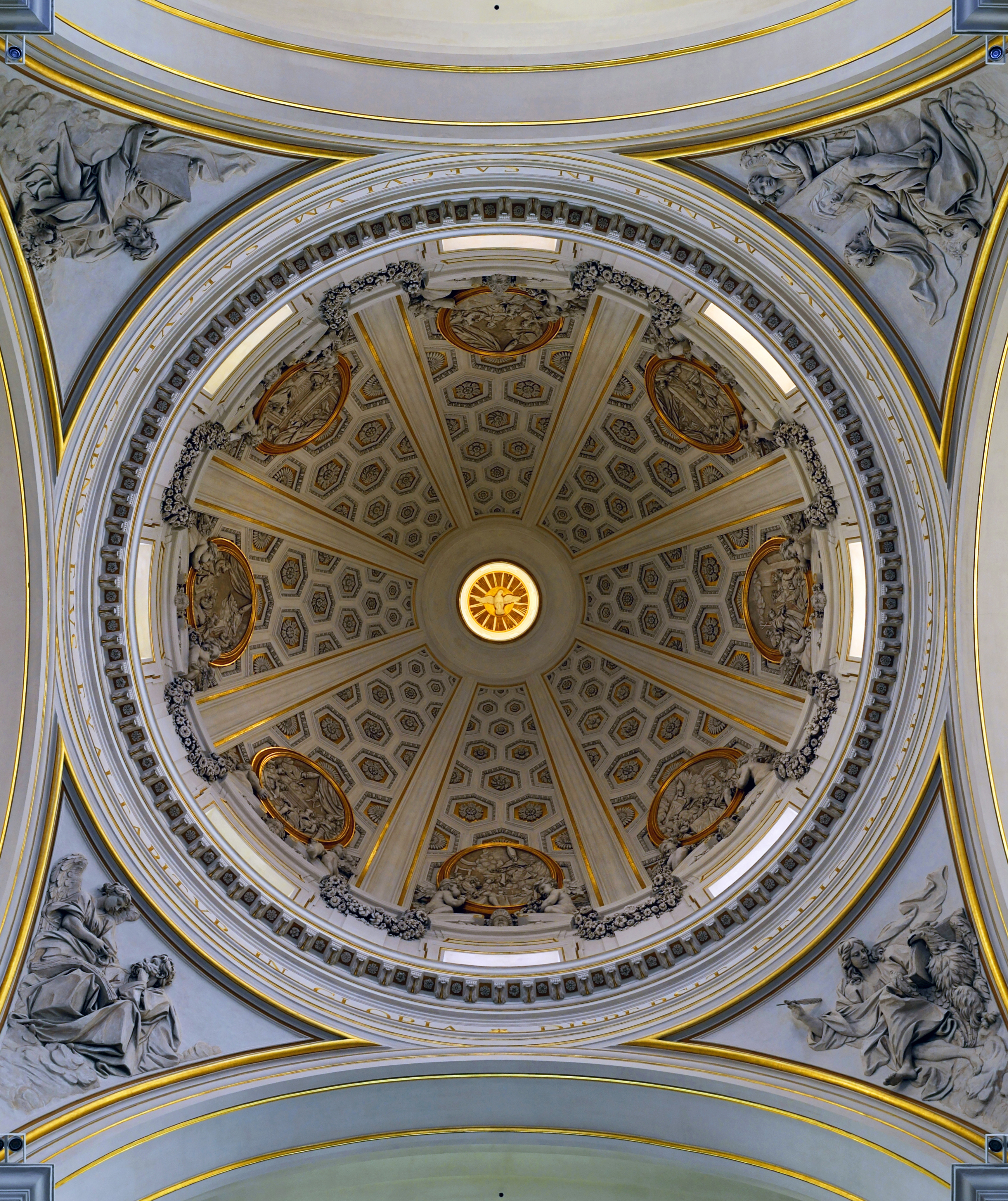
Kyrkan San Tommaso da Villanova.